# 至福樂土

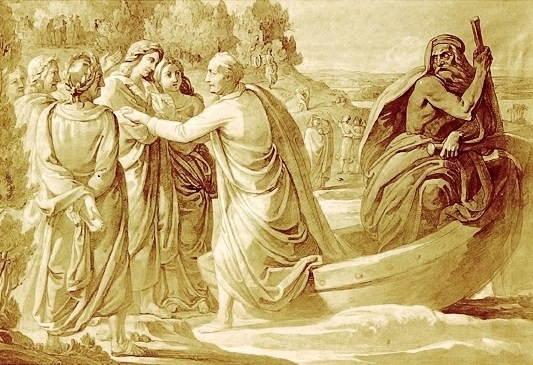
歌德的到達至福樂土（Ankunft im Elysium），由弗朗茨·拿托普作。

至福樂土（羅馬化：Ēlýsion pedíon，中文亦譯歸靜樂土或歸淨樂土，即回歸寂靜或純淨的樂土。）是一種隨時間推移而發展起來的來世觀，並由某些古希臘宗教儀式和哲學學派所主張的信念。此處最初是從古希臘宗教觀的冥界──哈得斯國度斯──獨立出去，唯有與眾神或是英雄有關的人在死後才能夠渡過冥河獲准進入；而根據大英百科註解是：原為眾神賜予永生英雄歸屬的樂園。後來，能進入至福樂土的資格也擴展到包含了由眾神所挑選的人，如正直有道德的人，還有偉人，在那裡死後的他們依然可以保有幸福，如生前所受到的庇佑以及快樂的生活，並且可以熱中於采取任何他們可以享福的生活方式。
樂土平原的所在，根據荷馬的描述，位於大地西端盡頭，俄刻阿諾斯河（古希臘人認為這是環繞大地的大洋河）沿岸一片美好幸福之地。在與荷馬相近時代的希臘口頭詩人赫西俄德的描述，至福樂土也被之稱為神佑群嶼（Fortunate Isles or the Isles of the Blessed or the Islands of the Blessed），位於大地盡頭之西邊的大洋。神佑群嶼經由底比斯詩人品達將祂略稱為一座獨立的小島，將祂描述為一隱祕園林，以及居民沉湎於祂們的體育運動與音樂的休閒之中。
從不同作者的創作來看至福樂土的統治者：品達與赫西俄德說出克洛諾斯為統治者，而詩人荷馬在《奧德賽》裡描述蒙受恩寵的（fair-haired）的拉達曼迪斯居住在那裡。在法國，巴黎香榭麗舍大道以及總統府愛麗舍宮的名稱亦是因此而來。

## 宗教信仰
每個宗教都有屬於祂們自己的淨土、天堂，古希臘宗教也不例外。至福樂土就是古代希臘人信仰中最美好的樂園，這是一塊由眾神賜予永生英雄歸屬的天堂。祂很可能是從米諾斯宗教中所延續下來的宗教觀。古老的、奧菲斯秘儀即有教導信徒如何修持轉生於至福樂土。

### 俄耳甫斯秘儀
奧菲斯教是屬於古希臘時代的一門秘密宗教信仰，在西元前六世紀有顯著的發展。值得一提在於此教派和古埃及宗教、婆羅門教、佛教同樣都具有輪迴觀，堅信靈魂轉世。信徒必須過著簡樸而品德高尚的生活，這樣才能保證來世往生至福樂土。

#### 神話傳說
俄耳甫斯秘儀據說是由神話詩人俄耳甫斯所創立的儀式，雖然最早認識到有關祂的崇拜儀式僅僅知道是存在於西元前六世紀般的久遠。許多詩詞與歌曲都被歸功於俄耳甫斯所創作的，祂的弟子──名為缪萨尤斯，據說將這些詩歌從色雷斯帶到希臘。
俄耳甫斯崇拜或俄耳甫斯秘密宗教的命名就是以神話創立者俄耳甫斯來名之，祂若不是光明之神阿波羅之子就是色雷斯王俄阿格罗斯之子。祂的母親是九位繆斯女神中最年長者的卡利俄佩。俄耳甫斯祂的歌唱和音樂是最為著名的，且擁有吸引著人類與動物為之感動的力量。祂的音樂與歌聲甚至可以平靜一場激烈的風暴，就如同西西里的狄奧多羅斯在他的《阿爾戈英雄》的版本中所言的一樣。
根據著神話傳說中，祂與歐律狄刻的婚姻相當地短暫，是結束在當歐律狄刻殞命於蛇咬之後。俄耳甫斯冒險進入冥界要將妻子歐律狄刻帶回人間而讓她復活。雖然俄耳甫斯設法用祂的歌聲和音樂來感動著冥王哈得斯與冥后珀耳塞福涅，也因此珀耳塞福涅允許讓祂將歐律狄刻帶回陽世，但是條件是在未返回人間的期間不得回頭看著歐律狄刻，後來因為祂在即將到達陽間之前的那一刻，忍不住回頭，打破了哈得斯對祂所施加的條件，而讓歐律狄刻再度被留在冥界了。俄耳甫斯於早晨寂然而逝，那是當一群酒神的女信徒，被稱為巴科克斯女侍（Maenads，音譯為：迈纳德斯），把祂撕成了碎片之後。
因為差錯的令祂心煩意亂，而未能使妻子回復生命，俄耳甫斯便隱退到色雷斯山脈。

### 地理形勢
至福樂土最初是眾神的宅邸與聖所，在那裏的英雄與道德高尚者可以享著永恆，這兩者是與眾神有關聯的。而隨著時間的嬗遞，能夠進入至福樂土標準擴大到經由眾神提選凡過著合乎公義、道德生活的人以及行使英雄事蹟者即可投生這裡。至福樂土的環境在文獻方上，西元前八世紀末，由古老的荷馬時代之叙事詩中所描述：從理論上來講至福樂土這世界位在西方的盡頭、並且靠近大洋河洋流的河岸、這裡有氣候溫暖與充滿芳香的島嶼、為提坦王克洛諾斯或是冥府判官拉達曼迪斯所管轄的國度。因此可以了解到至福樂土四季如春擁有鮮花廣袤的田野，以及在那地方住的人永遠充滿著安詳。

## 古典文獻

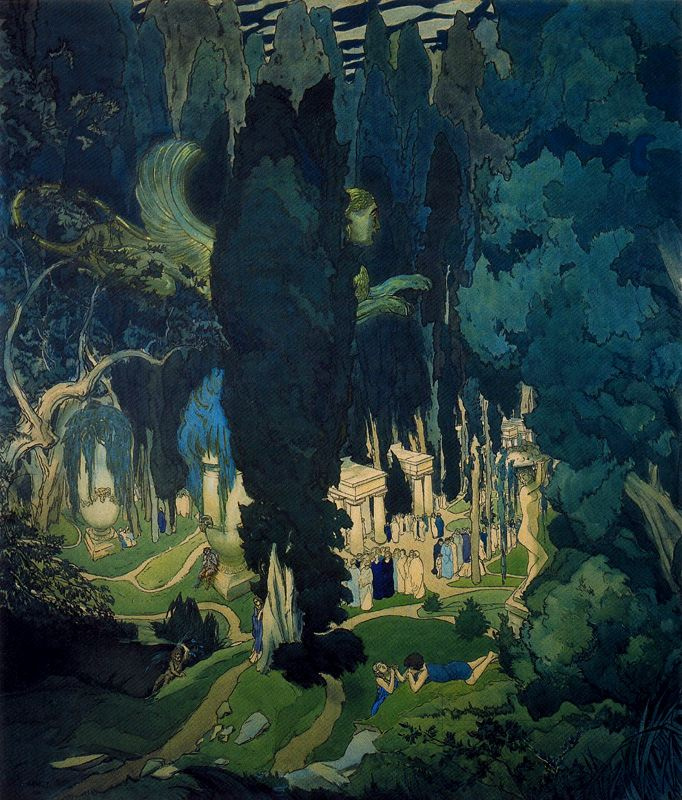
莱昂·巴克斯特（Léon Bakst），《至福樂土》（Elysion），1906年。

在荷馬的《奧德賽》裡，至福樂土被描述為一個樂園：
英譯：to the Elysian plain…where life is easiest for men. No snow is there, nor heavy storm, nor ever rain, but ever does Ocean send up blasts of the shrill-blowing West Wind that they may give cooling to men.
中譯：到至福樂土平原…那裡是給人們安逸的生活。此處不會有積雪、也不會有慘重的暴風雨、也沒有經常雨天，只有大洋發出轻捷的阵阵西風，祂們可以予以人們寧靜的地方。
 — 荷馬，《奧德賽》（4.560–565）
根據萨洛尼卡的欧斯塔修斯（Eustathius of Thessalonica）所述“Ἠλύσιον）”這一詞是派生自ἀλυουσας（ἀλύω，從喜悅中深深的喚起）或是從ἀλύτως而來得，ἀφθάρτως（ἄφθαρτος，廉潔）的同義字，指的是靈魂的生活在這個地方。另一個意義是來自ελυθ-，ἔρχομαι（到來、來臨）。
希臘口頭詩人赫西俄德在他的教訓詩歌《工作與時日》裡指出了神佑群嶼（Isles of the Blessed）。華特·布爾克特（Walter Burkert）在他的《希臘宗教》（Greek Religion）一書中，他注意到遙遠的迪爾蒙島（Dilmun）之意念有著前後連繫關係：“中譯：由此阿喀琉斯被轉送到白嶼，這可能是指特內里費島上的泰德峰，其火山常常白雪皚皚並依此讓這島嶼有時被探險家稱之為白嶼，並且成為了黑海的統治者，以及狄俄墨德斯成為了亞得里亞島嶼的神聖君主（英譯：Thus Achilles is transported to the White Isle, which may refer to Mount Teide on Tenerife, whose volcano is often snowcapped and as the island was sometimes called the white isle by explorers, and becomes the Ruler of the Black Sea, and Diomedes becomes the divine lord of an Adriatic island）”。
英譯：And they live untouched by sorrow in the islands of the blessed along the shore of deep-swirling Ocean, happy heroes for whom the grain-giving earth bears honey-sweet fruit flourishing thrice a year, far from the deathless gods, and Cronos rules over them.
中譯：他們在沿著深漩大洋的岸邊上被神明祝福的島嶼（神佑群嶼）中過著不受悲傷感染的生活，幸福的英雄們由大地為他們糧食供給生產一年三次蓬勃繁茂的蜜甜果實，還未成永恆的眾神，並且克洛諾斯管理他們。
 — 赫西俄德，《工作與時日》（170）
品達的《頌歌》（Odes）描述至福樂土的獎賞正等待那些過著正直、符合道德生活的人們：
英譯：The good receive a life free from toil, not scraping with the strength of their arms the earth, nor the water of the sea, for the sake of a poor sustenance. But in the presence of the honored gods, those who gladly kept their oaths enjoy a life without tears, while the others undergo a toil that is unbearable to look at. Those who have persevered three times, on either side, to keep their souls free from all wrongdoing, follow Zeus' road to the end, to the tower of Cronus, where ocean breezes blow around the island of the blessed, and flowers of gold are blazing, some from splendid trees on land, while water nurtures others. With these wreaths and garlands of flowers they entwine their hands according to the righteous counsels of Rhadamanthys, whom the great father, the husband of Rhea whose throne is above all others, keeps close beside him as his partner.
中譯：合乎正道的獲得一個生活而從勞苦中解脫，此大地毋有他們兵戈之勁的刮擦聲，也沒有大海的澆灌，只為求一個貧窮的寄託。然而在光榮的眾神面前，那些人歡喜地保持他們的誓願享受著沒有淚水的生活，而其他人歷經辛勞是承受不了目睹此景之福。這些人再三的堅持，在任一方面，讓他們的靈魂不受任何不當行為，遵循宙斯的道路進行到底，至克洛諾斯的塔樓，那裡的海風圍繞著被祝福的島嶼（神佑群嶼）而吹拂，連帶得黃金色花朵是熾烈的綻放，一些從中燦爛的樹木是在陸地上，而水澤孕育其他的生命。隨著這些花朵绽放的花環與花冠它們盤繞在他們的雙手根據拉達曼迪斯符合道德的辯護，祂（克洛諾斯）是偉大的父親，瑞亞之丈夫祂的寶座是高於一切得，一直緊鄰在祂的身邊成為祂的夥伴。
 — 品達，《頌歌》（2.59–75）
在維吉爾的《埃涅阿斯紀》裡，埃涅阿斯如同赫拉克勒斯和奧德修斯他們之前的作風，前往冥界遊歷。維吉爾這麼地描述他將前往至福樂土，並也這麼描述著他會前往至地獄：
英譯：Night speeds by, And we, Aeneas, lose it in lamenting. Here comes the place where cleaves our way in twain. Thy road, the right, toward Pluto's dwelling goes, And leads us to Elysium. But the left Speeds sinful souls to doom, and is their path To Tartarus th' accurst.'
中譯：夜幕倏然靠近，而我們，埃涅阿斯，失去悲嘆的感覺。這裡來到一個處所那兒我們的道路被劈開了兩條。你的路途，這右邊，朝著普路托的宅邸走去，並且指引我們到至福樂土。然而這左方急行之罪靈走向他們所受到的判決，並且是他們的抵達充滿憎恨、厭惡的地獄路徑。
 — 維吉爾，《埃涅阿斯紀》（6.539）
維吉爾繼續闡述埃涅阿斯在至福樂土與他的父親安喀塞斯之間的相遇。維吉爾對至福樂土的知悉是永恆的春天與涼爽的樹林，伴隨著祂自己（至福樂土）的太陽與祂自己发亮的星辰：（拉丁原文）solemque suum, sua sidera norunt。
英譯：In no fix'd place the happy souls reside. In groves we live, and lie on mossy beds, By crystal streams, that murmur thro' the meads: But pass yon easy hill, and thence descend; The path conducts you to your journey's end.” This said, he led them up the mountain's brow, And shews them all the shining fields below. They wind the hill, and thro' the blissful meadows go.
中譯：於其中快樂的靈魂所居無定處。我們在樹林裡生活，並且臥躺於長滿青苔的床鋪，經由透明澄淨的溪流，潺潺聲穿透了這草地：然而通過那邊的平緩山丘，並由此行走下坡；這路徑引導著你的行程之結束。”聽說，他帶領他們登上山的坡頂，並且陳列出在他們下方所有熠熠生辉的平原。他們盤繞著山陵，並且深入這福佑的草地前去。
 — 維吉爾，《埃涅阿斯紀》（6.641）

在希臘史家普魯塔克的著作中，《塞脫流斯傳》（Life of Sertorius），至福樂土是如此地描述：
英譯：These are two in number, separated by a very narrow strait; they are ten thousand furlongs distant from Africa, and are called the Islands of the Blest. They enjoy moderate rains at long intervals, and winds which for the most part are soft and precipitate dews, so that the islands not only have a rich soil which is excellent for plowing and planting, but also produce a natural fruit that is plentiful and wholesome enough to feed, without toil or trouble, a leisured folk. Moreover, an air that is salubrious, owing to the climate and the moderate changes in the seasons, prevails on the islands. For the north and east winds which blow out from our part of the world plunge into fathomless space, and, owing to the distance, dissipate themselves and lose their power before they reach the islands; while the south and west winds that envelope the islands sometimes bring in their train soft and intermittent showers, but for the most part cool them with moist breezes and gently nourish the soil. Therefore a firm belief has made its way, even to the Barbarians, that here is the Elysian Field and the abode of the blessed, of which Homer sang.

中譯：於此總共有兩處，由一個非常狹窄的海峽隔開；從非洲到祂們這裡有一萬弗隆遙遠的距離，並且被稱之為神佑群嶼。祂們在很長的時間間隔會享受溫和的降雨，以及那裏的風大部分都是溫和得並凝結為露水，從而使島嶼不僅僅擁有肥沃的土壤使它成為優良的耕犁與播種之地，而且還會生產一種既豐饒且健康的天然果實並足以養育當地人民，毋有辛勞與煩惱，是一群悠閒的人們。還有，空氣是有益健康得，歸因於季節氣候並且溫和的變化，在這島嶼上盛行著。對於北方與東方的風是從我們世界之處噴發進入了深不可測的空間，而且，由於距離的因素，在抵達這島嶼之前消散了它們自己並失去它們的能量；而南方與西方的風則籠罩這島嶼有時會帶來它們所造就的柔和且間歇性之陣雨，然而就绝大部分而言涼爽的它們隨著濕潤的微風並徐徐地滋養著這裡的土壤。因此一個堅定的信念創造出了自己的途徑，甚至對外邦人也是如此，這裡是樂土平原而且是被保佑的住所，其乃為荷馬所歌頌得。
 — 普魯塔克，《塞脫流斯傳·捌·二》
狄奧多羅斯在他的第一本書裡，暗示著備受希臘詩歌讚美的樂土平原，符合在孟斐斯附近的美麗平原其中含有埃及首都的陵寢。他更進一步的暗示著偉大的希臘先知奧菲斯（Greek prophet Orpheus）撰寫他的有關於來世寓言乃是在他遊歷埃及並且參觀埃及有關於亡者儀式的習俗的時候。

## 後古典文獻
至福樂土作為一塊古希臘宗教、古羅馬宗教關於天堂的一種表達方式，終究將由早期的基督教的作家傳入使用。
在但丁的詩篇《神曲》之中，至福樂土被提到作為在阴间裡受到庇佑有福的住所；還提到關於在樂土平原中埃涅阿斯與安喀塞斯的阴间靈魂會晤的情況。
英譯：With such affection did Anchises' shade reach out, if our greatest muse is owed belief, when in Elysium he knew his son.
中譯：有了這樣的慈愛情感安喀塞斯的陰間靈魂伸出了手來，如果我們最大的沉思是歸於信念，當在至福樂土中他知悉了他的兒子。
 — 但丁，《神曲》（天堂詩篇〔Par Canto〕十五，25–27行）
在文藝復興時代中，樂土平原的英雄種族傾向於超越祂以前沉寂的古希臘宗教、古羅馬宗教之聲譽；樂土平原借鉴了一些樂園（應該是指基督宗教所說的天國）明亮的吸引力。在法國首都巴黎香榭麗舍大道即保有樂土平原（Elysian Fields）祂們的名字，首先應用在十六世紀晚期對在法國的皇家杜樂麗之宮殿後方往昔農村外圍的正式花壇（parterre）花園的稱呼上（這裡指的是杜樂麗花園）。
於文藝復興時代之後，由於一些詩人的關係演變出了一個更加愉快的至福樂土的意境。有時候祂被想像為那裡是英雄們延續著從他們在世的時候其興致的一個地方。其他人認為這是一個充滿宴飲、娛樂、歌唱的地方；在弗里德里希·席勒的《快樂頌》（Ode to Joy or ode "To Joy"）中敘述喜悅是“至福樂土的女兒（daughter of Elysium）”。而詩人海因里希·海涅明確地模仿自席勒的情調在他的詩《沙巴特公主》（Princess Shabbat）之中提到了猶太安息日的食物喬倫特（Cholent，安息日燉品或稱為安息日午餐）作為“至福樂土的女兒”。
基督教與古典主義對來世態度之看法是藉由著克里斯多福·馬羅所著的《浮士德博士》中的台詞被形成鮮明對比，“‘詛咒（罚入地狱、遭天谴）’這個詞恐怕不是我，因為我混淆了地獄在至福樂土。我的鬼魂與老哲學家陪伴在一起。（This word 'damnation' terrifies not me, For I confound hell in elysium. My ghost be with the old philosophers.）”。事實上這是一句浮士德的狡辯之詞，從本質上來說，至福樂土是讓英雄與道德操守良好之人所歸去之處，而地獄則是懲處違悖信仰且造惡之人的缧绁。仔細的考究《浮士德博士》這部作品，它講的是浮士德博士為了追求無限的知識以征服自然，毅然的背叛了上帝，以自己的靈魂換取役使魔鬼二十四年的權力，期滿後被魔鬼劫往地獄的故事。本劇以最後一幕浮士德被帶走之前時間的逼近及他的懊悔最為著名；這作品最原初用意就是宗教勸導的故事。
當在威廉·莎士比亞的《第十二夜》之中的劇情遭遇海難的薇奧拉（Viola）被告知“這裡是伊利里亞，女士。（This is Illyria, lady.）”，“我應該在伊利里亞做什麼？我的兄長他在至福樂土（And what should I do in Illyria? My brother he is in Elysium.）”這句是她的回答：“至福樂土”對於她（薇奧拉）與她的伊莉莎白一世時代的聽眾而言只是意味著樂園。同樣地，在莫札特的歌劇《魔笛》（The Magic Flute）中，至福樂土在第二幕中帕帕基諾（Papageno）獨唱的期間當他在形容假如他擁有一位他夢想的女孩之時候被提到著：（德語）“Des Lebens als Weiser mich freun, Und wie im Elysium sein.”（中譯：“作為一個哲人享受生活，並且感覺我就像在至福樂土一樣。”）。
在約翰·福特（John Ford）於1633年的悲劇《罪·爱》（'Tis Pity She's a Whore，本劇又譯為《惜為風塵女》）中，喬凡尼（Giovanni），在他（喬凡尼）封閉了回報對於他的妹妹安娜貝拉（Annabella）的愛之後並伴隨著相似的誓言、陳述一起，“為了最好的到來我不會改變它：在至福樂土歡樂的生活（And I'de not change it for the best to come: A life of pleasure in Elyzium）”。然而前述這一段話僅是主角愚昧的言論，至福樂土本質上屬於是須符合道德者的所在，如此這般的行為是不能進入這裡。這個故事發生地點在義大利的帕爾馬 （Parma），客觀而言，其屬於一部破壞家族倫理、兄妹禁忌之戀而点燃无限杀机的悲劇，依社會倫理觀之這樣的不倫戀情絕對不會有好下場的，也因為它不合乎宗教道德，故事的最終兩人便也走向了殞命之路。
在由雷克·萊爾頓所著的《波西傑克森》系列小說之中，至福樂土被描述為這系列作品的一些主角和敵手的路徑。
在小說《羅伯特先生》（Mister Roberts，1946年）之中以及隨後在1955年所發行的電影，一艘運輸船上載著一群疲憊的船員們在虛構的南太平洋島嶼提迪恩島（Tedium，意為乏味島）和阿佩席島（Apathy，意為暮氣島）之間因為受到士氣減退與永無休止的航行日常工作的影响。便給了打破這個日常工作慣例與給予了這些船員擁有一個自由的機會，他們沒有經歷著一年以上的一個單純奢華，羅伯特先生（該船的貨運官與其士兵的擁護者〔champion〕）请求协助船必須送達到至福樂土的島嶼。這神話的島與是描述一個二戰的水手在南太平洋將要來到一個比作是希臘樂園的島嶼。戲劇的高峰發生在船上，剛剛抵達到至福樂土港口，這艘船的船員們憑藉著等候他們上岸的承諾而已經酩酊大醉了，藉由這艘船的蛮横船長當他發現到羅伯特先生所做的事時而被剝奪了自由（一個上岸的機會）。

## 現代文獻

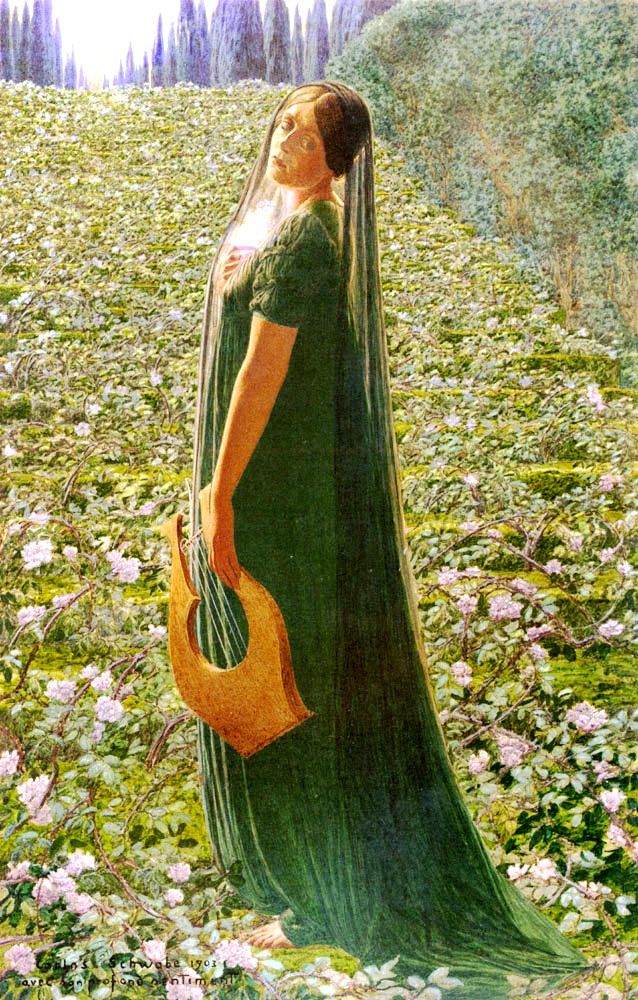
樂土平原（Elysian Fields），由卡洛斯·施瓦布（Carlos Schwabe）所繪，1903年。

至福樂土的用語和概念已經於現代流行文化有所影響，提到至福樂土這個用語可以在文學著作、藝術、電影以及音樂中發現到。顯著的例子包括在田納西·威廉斯的作品《慾望街車》（A Streetcar Named Desire）中的故事背景乃設定於紐奧良天堂大道（Elysian Fields Ave，或譯為樂土平原大道；音譯是伊利森菲爾德大道），在劇中這裡是作為落魄者（déclassé）主角布蘭奇·杜波依斯（Blanche Dubois）的故事場景，她住在妹夫史丹利·柯文斯基（Stanley Kowalski）以及妹妹史黛拉·柯文斯基（Stella Kowalski）在那條街上的住處，三人因共同一起生活而彼此產生許多的糾葛，該住處是被描寫為三人的煉獄，然而天堂大道還是樂土平原大道只是紐奧良的一個街道名稱，或許作者想藉此隱喻為靈魂必須懺悔滌淨罪過才能通向天堂。紐奧良的天堂大道也提供了艾默·莱斯（Elmer Rice）的戲劇《計算機》（The Adding Machine）以及被改編成音樂舞台劇的《計算機》之第二個故事單元背景設定。约翰·贝杰曼（John Betjeman），在他的詩《米德塞克斯》（Middlesex）裡面，他描述著何以少數倖存的樹籬“繼續保持著我們失去的至福樂土 – 米德塞克斯的田園重現祂了（Keep alive our lost Elysium – rural Middlesex again）”。休·麦克法顿（Hugh McFadden），在他的詩《一個故地》（An Old Haunt）裡面，將一個至福樂土的場景設定在都柏林的圣斯蒂芬绿地（St. Stephen's Green）公園中“十分緩慢的孤寂在圣斯蒂芬绿地從我周圍溜走。我停歇：看著蒼白的橙紅色雲花。我回到了至福樂土的田野。（Very slowly solitude slips round me in St. Stephen's Green. I rest: see pale salmon clouds blossom. I'm back in the fields of Elysium）”。在威廉·卡洛斯·威廉斯的著作《春天及一切》（Spring and All）之中，他描述了一個垂死的女人其“幸福的口水淌湿在折疊的手帕／之上（elysian slobber/upon/the folded handkerchief）”。請注意這裡原文中elysian是小寫開頭，所以由Elysian（至福樂土）延伸出來字義上是幸福的（elysian）之意思。
在大衛‧蓋梅爾（David Gemmell）的《帕曼尼翁》（Parmennion）系列（《馬其頓之獅》〔Lion of Macedon〕與《闇黑王子》〔Dark Prince〕）以及他的《特洛伊三部曲》（Troy trilogy）之中，他作品中的人物將至福樂土稱為“英雄的殿堂（Hall of Heroes）”。在西格里夫·薩松的《獵狐人回憶錄》（Memoirs of a Fox-Hunting Man）中，薩松如此寫道：“空氣中彌漫著樂土般的初夏氣息（The air was Elysian with early summer）”。此處選用這個詞可以說是一道伏筆（prolepsis），因為他描述的英國鄉村將成為他從第一次世界大戰中陣亡的同袍與英雄的葬身之地。
應用在地名與地理名詞方面，香榭麗舍大道作爲巴黎最負盛名的大道並且也是世界上最知名的街道之一，得名于“樂土平原（Elysian Fields）”的法語説法。街道附近的愛麗舍宮是法蘭西共和國總統的官邸與辦公室所在地，“愛麗舍”因此頻繁地作為法國總統的一個轉喻出現。至福樂土在英文中的兩種寫法Elysium與Elysian也被採用於許多其他世界各地的地理名稱、地名上。相關的例證在美國就包含了洛杉磯伊利森公園（Elysian Park, Los Angeles，意譯為洛杉磯至福樂土公園）、加利福尼亞州洛杉磯伊利森谷地（Elysian Valley, Los Angeles, California，意譯為加利福尼亞州洛杉磯至福樂土谷地）、明尼苏达州伊利森市（Elysian, Minnesota，意譯為明尼蘇達州至福樂土市），以及德克薩斯州伊利森菲爾德村（意譯為德克薩斯州樂土平原村）。
在席勒的詩《歡樂頌》中引用至福樂土，貝多芬第9號交響曲第四樂章的歌詞由此詩改編而成，提到至福樂土。在莫扎特著名的歌劇《魔笛》中也提及至福樂土。在第二幕中，當帕帕基諾感到非常憂鬱著因為他沒擁有一位甜心或妻子再加上他喝醉了唱這首可以被稱為“Den Mädchen”（中譯：姑娘）的歌曲。
在科學的範疇裡，埃律西昂山（Elysium Mons，或譯為至福樂土山，中文的天文學採用音譯）是對於火星的火山地區以及該地區的其中之一的火山所給予的名稱。此外，生物學之中海天牛屬的屬名Elysia則是源自Elysian詞彙，為五顏六色的海蛞蝓（sea slugs）種類。
在流行文化的範疇中有更多採用“至福樂土”名稱的例子出現著。舉例而言，在1995年的電影《大力士：傳奇旅程》（Hercules: The Legendary Journeys），海克力斯的已故妻子和孩子們在樂土平原裡快樂地生活著，他們並没觉察到已經不在人世了。海克利斯遇見他們同時也試圖將被哈得斯擄走之後的珀耳塞福涅，把祂帶回她惱怒的母親得墨忒耳的身邊，因為冥王愛上了珀耳塞福涅並希望把祂帶回冥府一起生活。至福樂土在雷利·史考特（Ridley Scott）於2000年的電影《角斗士》中被略略的提到過以及最後劇情簡單的帶過，在劇中麥希穆斯（Maximus）將軍對他的軍隊如此地發言：“如果你發現到你自己是單槍匹馬，在綠色田野中戰鬥伴隨著陽光在你的臉上時，不要憂愁。因為你在至福樂土，而且你已經是陣亡了！（If you find yourself alone, fighting in the green fields with the sun on your face, do not be troubled. For you are in Elysium, and you're already dead!）”。至福樂土的名稱也被採用於小說《銀河飛龍》系列之中，2007年發行由彼得·大衛（Peter David）所著的《之前的恥辱》（Before Dishonor），作為冥王星的第四個月亮之衛星名字。這裡要注意的一點是：Elysium在中文電影中的翻譯上多被譯為“天堂”或是“極樂世界”；2013年上映的美國科幻片Elysium的中文片名就翻譯為《極樂世界》。
在亞洲的日本，於車田正美的神話題材《聖鬥士星矢》全28冊連載漫畫書裡面，至福樂土（中文地區被翻譯為愛麗舍樂園）是在冥王哈得斯故事单元的最終章節的設定之中。在那裡，星矢、紫龍、冰河、瞬、一輝五位聖鬥士們，在故事架構設定為城戶沙織（為雅典娜女神轉世）軍隊的戰士，穿越冥界擊敗它的統治者──即車田正美塑造的冷酷無情冥王哈得斯以及營救他們被劫持的女神。聖鬥士們發現到要消滅掉冥王哈得斯的唯一方法是摧毀祂的肉體，從神話時代起祂的肉體業已在至福樂土沉眠。於是漫畫中的五位聖鬥士便攻進了至福樂土，車田先生描繪了在希臘神話中所描述樂土的場景，並且在與雙子神的艱難戰鬥之後繼續著他們聖鬥士的使命。然而務必在此釐清一些觀念是《聖鬥士星矢》中的神祇角色立場與古希臘宗教及希臘神話原來性質有些出入，冥王哈得斯在古希臘信仰其實是一位公正且不徇私情的冥界審判神明；雅典娜女神是從宙斯的頭部出生，祂擁有著和宙斯般的力量以及智慧；還有原本古希臘信仰中進入至福樂土是不具肉體的純潔靈魂，在那裡並沒有爭鬥而是個祥和之境。
2009年的電影《憨直少年》（Teenage Dirtbag）招牌歌曲 “Elysian Fields（《樂土平原》）”由凱西·弗雷澤（Casey Frazier）所演唱。
美國的電視影集《超自然檔案》系列中採用了Elysian Fields（樂土平原）作為旅館的名稱，劇情中那是設定為一個古老神靈討論著如何應對到來的啟示與如何應付路西法的一個會議場所。

## 延伸閱讀
- Catholic Encyclopaedia
- Walter Burkert, Greek Religion, 1985.
- Joseph Campbell, The Hero with a Thousand Faces, 1948.
- Carl A.P. Ruck and Danny Staples, The World of Classical Myth, 1994.
- Tennessee Williams, A Streetcar Named Desire,1947.